# Sydney Schertenleib
Sydney Joy Schertenleib (Zúrich, 30 de enero de 2007) es una futbolista suiza. Juega como centrocampista en el F. C. Barcelona de la Primera División de España. Es internacional con la selección de Suiza.

## Trayectoria
Schertenleib jugó en su primer club a los ocho años con el equipo juvenil del FC Wädenswil. Dos años después, fichó por el FC Zúrich, formando parte de los equipos masculinos hasta la categoría sub-15. En mayo de 2022, ganó la Copa Juvenil Blue Stars/FIFA (torneo internacional sub-19).
A mediados de 2022 se incorporó al sub-21 del FC Zúrich para participar en la Liga Nacional B (la segunda división femenina más importante del país), temporada en la que también debutó con el primer equipo en la Superliga Femenina. Su entrenadora, Inka Grings, quiso contar con ella en la fase de grupos de la Liga de Campeones 2022-23, pero se lo denegaron porque la futbolista, nacida en 2007, era demasiado joven para ello según la normativa de la UEFA. En el sub-21, marcó más de un gol por partido. Al final de la temporada, se proclamó campeona de la liga tras la victoria final contra el Servette.
Debido a la falta de titularidad, se incorporó al club rival de la misma ciudad Grasshopper Club Zúrich a la edad de 16 años para la temporada 2023-24, donde fue habitual entre las titulares. Al finalizar el campeonato, recibió una oferta del F. C. Barcelona y firmó un contrato hasta 2027. Estaba previsto que inicialmente jugara en la reserva, con una posibilidad de entrenarse con el primer equipo en ocasiones. Sin embargo, ya desde su primera temporada luchó por un lugar en la plantilla mayor. A finales de 2024, fue una de las diez jugadoras nominadas al Premio Golden Girl, que honra al mejor talento menor de 21 años. En su quinta aparición con el primer equipo blaugrana, marcó su primer gol contra el Madrid C.F.F. luego de entrar como suplente en el minuto 75. Al final de la temporada, el equipo ganó la liga y la copa. Schertenleib entró como suplente en el minuto 89 en la victoria por 2-0 contra el Atlético de Madrid en la final de copa.

## Selección nacional
Schertenleib jugó en varias selecciones juveniles suizas. Disputó ocho partidos con la sub-16, entre noviembre de 2021 y mayo de 2022, en los que marcó dos goles. En mayo de 2023, participó en la Eurocopa Sub-17 celebrada en Estonia, torneo en el que las suizas llegaron a semifinales. Schertenleib fue titular en los cuatro partidos.
En el invierno de 2023, fue convocada por primera vez a la selección absoluta suiza. En febrero de 2024, Pia Sundhage la volvió a convocar para una concentración y debutó como internacional absoluta el 23 de febrero en la victoria por 4-1 contra Polonia. En el partido de clasificación para la Eurocopa contra Turquía, el 12 de julio de 2024, también marcó su primer gol con la selección.

## Clubes
| Club            | País   | Año             |
| --------------- | ------ | --------------- |
| FC Zürich       | Suiza  | 2022 - 2023     |
| Grasshopper     | Suiza  | 2023 - 2024     |
| F. C. Barcelona | España | 2024 - presente |

## Palmarés

### Títulos nacionales
| Título             | Club            | País   | Año     |
| ------------------ | --------------- | ------ | ------- |
| Superliga de Suiza | FC Zürich       | Suiza  | 2023    |
| Primera División   | F. C. Barcelona | España | 2025-25 |
| Copa de la Reina   | F. C. Barcelona | España | 2024-25 |